# Бах, Карл фон
Юлиус Карл фон Бах (8 марта 1847 — 10 октября 1931) — известный немецкий инженер-механик и машиностроитель, педагог, доктор наук, профессор Штутгартского политехникума. Почётный гражданин городов Штутгарта (1927) и Штольберга (1913).
Считается основателем современной статической теории упругости и прочности.

## Биография
Родился в семье шорника. В молодости работал на Саксонском машиностроительном заводе. В 1866—1868 годах обучался в Дрезденском политехническом институте (ныне Дрезденский технический университет).
С 1876 по 1878 год — директор завода «Lausitzer Maschinenfabrik» в Баутцене, где, среди прочего, по его патентам выпускались паровые пушки.
В 1878 году Бах был назначен профессором Штутгартского политехникума, ректором которого он избирался с 1885 по 1888 год. Там же, в 1884 году основал Институт испытаний материалов (Materialprüfanstalt) и Инженерную лабораторию (Ingenieurlabor, 1895). Отказался от приглашений преподавать в университетах Вены, Берлина и Цюриха.
В 1912—1918 годах членом Нижней палаты Вюртембергского ландтага.
Основной целью научных исследований Баха было преодоление разрыва между теорией и практикой в машиностроении и строительстве.
Его знаменитый курс машиностроения: «Die Maschinenelemente» (Штутгарт, 1881; 9-е изд., ib., 1903) являлся самым распространенным в Германии. Кроме того, он напечатал: * «Pumpen» (1883);
- «Versuche über Ventilbelastung und Ventilwiderstand» (Берл., 1884);
- «Die Wasserräder u. Turbinen» (Штутгарт, 1886);
- «Elastizität und Festigkeit» (Б., 1889—1890; 4-е изд., ib., 1902);
- «Versuche über die Widerstandsfähigkeit von Kesselwandungen» (ib., 1893—1900, 5 т.);
- «Abhandlungen und Berichte» (ib., 1897).

Огромное число отдельных научных исследований Баха было помещено в «Zeitschrift des Vereins deutscher Ingenieure».

## Награды
- 1894 — Медаль Грасгофа (высшей наградой Ассоциации немецких инженеров (VDI))
- 1895 — Орден Вюртембергской короны почётный крест (Королевство Вюртемберг)
- 1899 — Почётный член Ассоциации немецких инженеров (VDI)
- 1902 — Орден Фридриха командорский крест 2-го класса (Королевство Вюртемберг)
- 1902 — Орден Короны 2-го класса (Королевство Пруссия)
- 1902 — Орден Альбрехта командорский крест 2-го класса (Королевство Саксония)
- 1902 — Знак отличия «За выслугу лет» в Ландвере 2-го класса (Королевство Саксония)
- 1903 — Почётный доктор Берлинской высшей технической школы
- 1913 — Почётный член Института бетона (Лондон)
- 1914 — Звание государственного советника
- 1914 — Прусская памятная медаль за достижения в строительстве и на транспорте
- 1914 — Премия Международной торгово-строительной выставки в Лейпциге
- 1914 — Королевская Саксонская медаль
- 1918 — Пожалован дворянский титул (фон)
- 1924 — Медаль Вильгельма Экснера
- 1927 — Почётный доктор Штутгартского университета
- 1927 — Почётный доктор Венского технического университета
- 1927 — Почётный президент Ассоциации по надзору за паровыми котлами Германии
- 1927 — Почётный доктор технических наук
- 1927 — Почётный доктор Тюбингенского университета